# Jabiru (genre)
Pour les articles homonymes, voir Jabiru (homonymie).
Genre
Jabiru est un genre d'oiseaux de la famille des Ciconiidae, ne comptant plus qu'une seule espèce actuelle, le Jabiru d'Amérique (J. mycteria), mais également une espèce fossile.

## Liste d'espèces
- Jabiru codorensis Walsh & Sanchez 2008
- Jabiru mycteria (Lichtenstein, 1819) – Jabiru d'Amérique.

Une autre espèce fossile, Jabiru weillsi a été décrite par Sellards en 1916, mais est en réalité synonyme de Ciconia maltha.